# 绣球花科
绣球花科（学名：Hydrangeaceae）又名八仙花科、绣球科，共有17属，约200种以上，分布于亚洲、北美和欧洲东南部。中国有11属，119种，分布在全国各地。
本科植物都是灌木或乔木，有时攀援状；单叶对生或互生，稀轮生，无托叶；花小，两性或有些不发育，排成伞房花序式或圆锥花序式的聚伞花序，花瓣4，稀有5－12；雄蕊5至多数；果实为蒴果，顶部开裂，很少为浆果。大部供观赏用，有些入药。
1981年的克朗奎斯特分类法将其分入蔷薇目，2003年根据基因亲缘关系分类的APG II 分类法将其列入山茱萸目，有的分类学家将本科分为两科，八仙花科和山梅花科。

## 屬
| - 岩绣梅亞科 Jamesioideae L.Hufford - 岩绣梅属Jamesia - 假山梅花属Fendlera | - 绣球花族 Hydrangeae Dumort. - Broussaisia - 草绣球属Cardiandra - 赤壁木属Decumaria - 叉叶蓝属Deinanthe - 常山属Dichroa - 绣球属Hydrangea - 黄山梅属Kirengeshoma - 冠盖藤属Pileostegia - 蛛网萼属Platycrater - 钻地风属Schizophragma | - 山梅花族 Philadelpheae D.Don - Carpenteria - 溲疏属Deutzia - Fendlera - Fendlerella - Jamesia - 山梅花属Philadelphus - Whipplea |

有的分类学家将托叶假樟属（Pottingeria）也列入本科，但一般将其列入蛇菰科（Balanophoraceae）或单独分出托叶假樟科（Pottingeriaceae）。